# De eendracht; Concordia res parvae crescunt
De eendracht; Concordia res parvae crescunt was een verzetsblad uit de Tweede Wereldoorlog, dat vanaf 17 september 1944 tot en met 17 april 1945 in Scherpenzeel (Gelderland), Ede en Lunteren werd uitgegeven. Het blad verscheen dagelijks. Het werd gestencild en de inhoud bestond voornamelijk uit algemene artikelen en nieuwsberichten.

## Geschiedenis
In de eerste jaren van de oorlog werden illegale landelijke kranten als Trouw en Vrij Nederland ook binnen de gemeente Ede verspreid. Door het uitbreken van de spoorwegstaking werd de verspreiding daarvan op grote schaal steeds lastiger. Na de Slag om Arnhem in september 1944 werd de stroomtoevoer naar de Zuidwest-Veluwe gestopt. Daardoor kon er ook niet meer via de radio naar de Engelse radio worden geluisterd. De onderwijzer Evert Jan van Spankeren wilde in die leemte voorzien door een dagelijks nieuwsbulletin uit te geven
Deze uitgave werd vervaardigd door de verzetsgroep-De Vries. Van Spankerens schuilnaam was De Vries. Hij was tevens redacteur van het blad. Verder werkten aan dit verzetsblad mee de journalist Hendrik Bussink, H.J. van de Brand, de onderwijzer Henk van Egmond, Jans Jansen, Henk Gaasbeek en Adri van der Wijde. Het blad werd gestencild bij Matthijs Gaasbeek aan de Rijksweg in Ede, later verhuisde ook de redactie daarheen. Naast nieuws bevatte de krant ook commentaren en andersoortige artikelen.
Na de bevrijding werd de krant nog korte tijd voortgezet voordat deze opging in het Ede's Nieuwsblad. In 2014 werden alle oorlogsuitgaven van De eendracht in een boek gebundeld en uitgegeven.

### Executie Pieter van Vark
Bij een huiszoeking bij de verzetsman Pieter van Vark, waar Ries Jansen en Johnny de Droog bij betrokken waren, werden begin december 1944 meerdere exemplaren van De eendracht aangetroffen. Van Vark werd vervolgens meegenomen naar De Wormshoef in Lunteren, het regionale hoofdkwartier van de Sicherheitsdienst. Daar zat hij meerdere dagen gevangen. Na de oorlog werd bekend dat Van Vark op 21 december 1944 bij het Kinderkoloniehuis in Heelsum door Friedrich Enkelstroth was doodgeschoten.

## Betrokken personen
- Janny Baars
- H.J. van de Brand
- Chrisje van den Burg
- Hendrik Bussink
- Henk van Egmond
- Henk Gaasbeek
- Matthijs Gaasbeek
- Willy Gaasbeek
- Jans Jansen
- Evert Jan van Spankeren

## Gerelateerde kranten
- Pro patria (verzetsblad, Ede)[2]